# ÖBB 1216
De ÖBB Rh 1216, met als officiële bijnaam Taurus III, is een universele meerspanningslocomotief van de Österreichische Bundesbahnen (ÖBB), type ES 64 U4 gebouwd door Siemens.

## Geschiedenis
In de 1996 gaf een projectgroep van de Österreichische Bundesbahnen opdracht aan de industrie voor het uitbrengen van een offerte voor de ontwikkeling nieuwe locomotieven ter vervanging van oudere locomotieven van de ÖBB serie 1110, de ÖBB serie 1010 en de ÖBB serie 1040.
In 1998 viel de keuze op de offerte van Siemens dat een prototype voorstelde op basis van de DB serie 152, gebouwd door Krauss-Maffei in München-Allach. Uit dit prototype ontstond een groot aantal varianten. Deze locomotieven zijn ontwikkeld uit locomotieven van de ÖBB serie 1016.
De techniek uit de locomotieven van de ÖBB serie 1822 stond model voor deze locomotieven.

### Snelheidsrecord

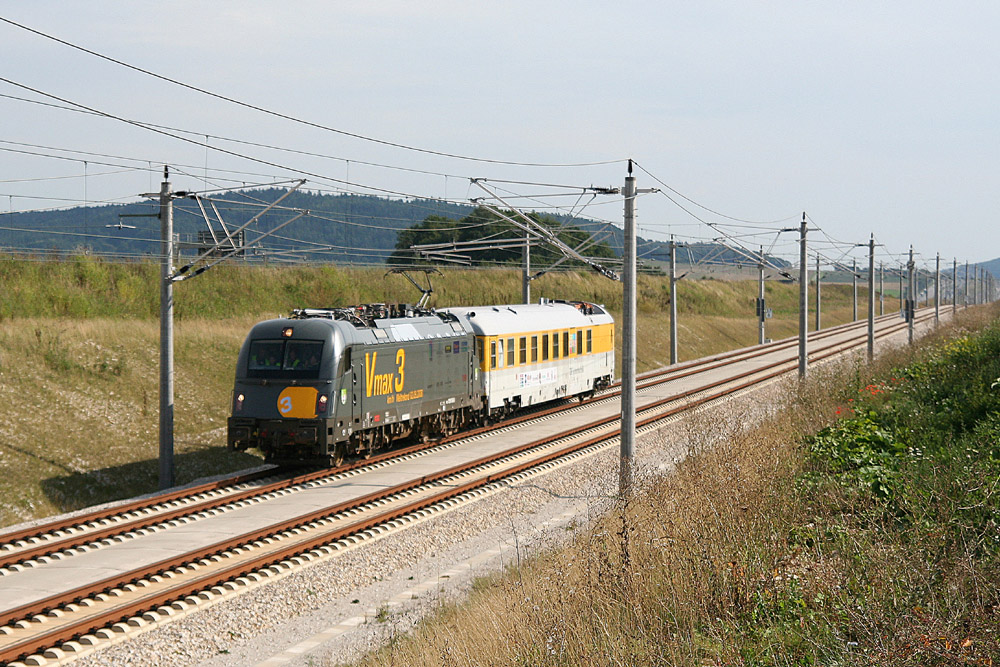
wereldrecordhouder 1216 050 met meetwagen van DB

Op 2 september 2006 werd door locomotief 1216 050 op het traject tussen Nürnberg en Ingolstadt een nieuw snelheidsrecord van 357 km/h bereikt. Toen werd het snelheidsrecord uit 1955 van SNCF BB 9004 met 331 km/h verbroken. Voor deze gelegenheid was ook deze locomotief uit het Cité du Train in Mulhouse naar Kinding gebracht.

## Constructie en techniek
De locomotief heeft een stalen frame. De tractieïnstallatie is uitgerust met een draaistroom en heeft driefasige asynchrone motor in de draaistellen. Op de draaistellen wordt elke as door een elektrische motor aangedreven.

## Inzet en nummering
De locomotieven worden door de Österreichische Bundesbahnen (ÖBB) ingezet in het goederenvervoer in en naar onder meer Oostenrijk, Duitsland, Italië, Slovenië, Tsjechië en Slowakije.

### Versies
Er zijn 3 versies van de reihe 1216, elk met andere treinbeïnvloedingssystemen en daardoor inzetbaar in verschillende landen.
Versie A (Rh1216.0)
Oostenrijk, Duitsland, Italië en Slovenië
Versie B (Rh1216.1)
Oostenrijk, Duitsland en Slovenië
Versie C (Rh1216.2)
Oostenrijk, Duitsland, Tsjechië en Slowakije

### Nummers
De locomotieven zijn als volgt genummerd:
| Lijst van de ES 64 U4 / Baureihe 1216 |          |                                                 |                                                                                                |
| Nummer                                | Eigenaar | UIC nummer                                      | Opmerkingen                                                                                    |
| Prototype                             |          |                                                 |                                                                                                |
| 1216 001-8                            | ÖBB      | 91 81 12 16 001-8 A-ÖBB                         | prototype inzet: Oostenrijk, Duitsland, Tsjechië, Italië en Slovenië                           |
| 1216 002-6 (I)                        | ÖBB      | 91 81 12 16 002-6 A-ÖBB                         | prototype vernummerd in: 1216 226-1 inzet: Oostenrijk, Duitsland, Tsjechië, Italië en Slovenië |
| 1216 003-4 (I)                        | ÖBB      | 91 81 12 16 003-4 A-ÖBB                         | prototype vernummerd in: 1216 141-2 inzet: Oostenrijk, Duitsland, Tsjechië, Italië en Slovenië |
| Serie                                 |          |                                                 |                                                                                                |
| 1216 002-6 1216 025-7                 | ÖBB      | 91 81 12 16 002-6 A-ÖBB 91 81 12 16 025-7 A-ÖBB | 1216 025-7 vernummerd in 1216 050-5 inzet: Oostenrijk, Duitsland, Tsjechië, Italië en Slovenië |
| 1216 050-5                            | Siemens  | 91 81 12 16 050-5 A-Siemens                     | Reed op 2 september 2006 op het traject Nürnberg - Ingolstadt een wereldrecord van 357 km/h.   |
| 1216 141-2 1216 150-3                 | ÖBB      | 91 81 12 16 141-2 A-ÖBB 91 81 12 16 150-3 A-ÖBB | inzet: Oostenrijk, Duitsland, Tsjechië en Slovenië                                             |
| 1216 226-1 1216 240-2                 | ÖBB      | 91 81 12 16 226-1 A-ÖBB 91 81 12 16 240-2 A-ÖBB | inzet: Oostenrijk, Duitsland, Tsjechië en Slowakije                                            |